# Uranus Pathfinder
Uranus Pathfinder est un concept de mission vers le système uranien évalué dans les années 2010 par l'Agence spatiale européenne. En 2011, des scientifiques du Mullard Space Science Laboratory au Royaume-Uni proposent la mission conjointe NASA-ESA Uranus Pathfinder. Il s'agirait d'une mission de classe moyenne (classe M) qui serait lancée en 2022 et qui a été soumise à l'ESA en décembre 2010 avec les signatures de 120 scientifiques du monde entier. ESA plafonne le coût des missions de classe M à 470 millions d'euros,,. Uranus Pathfinder a été proposé pour soutenir le Programme scientifique de l'Agence spatiale européenne.  
La mission propose un certain nombre de combinaisons possibles de dates de lancement, de trajectoires et de survols permettant une assistance gravitationnelle de la Terre, de Vénus et de Saturne. En effet, l'étude a noté que les exigences de changement de vitesse ne sont que légèrement plus élevées que ceux de missions typiques vers Saturne de cette période. 
Dans le concept de base, UP est une mission bilatérale ESA-NASA et elle serait lancée par un Atlas V 551 en janvier 2025 avec un transfert interplanétaire Vénus – Terre – Terre vers Uranus, atteignant l'orbite d'Uranus en novembre 2037 après un trajet d'une durée de 12,8 ans. 
Il serait en orbite autour d'Uranus dans une orbite scientifique polaire très excentrique de 45 jours, avec des distances de périapside proches d'Uranus afin de faire des mesures haute fidélité des champs gravitationnels et magnétiques d'Uranus. 
La charge utile scientifique serait : une caméra à angle étroit, un spectromètre d'imagerie visible/proche IR, un bolomètre infrarouge thermique, un radio science subsystem (en), un magnétomètre et un détecteur d'ondes radio et plasma. 
La mission utiliserait les stations de communication terrestre de New Norcia (bande X) et Cebreros (bandes Ka et X) au cours de sa longue croisière vers le système uranien.  
Plusieurs combinaisons possibles de survol / assistance gravitationnelle ont été étudiées :  
- VVE (Vénus – Vénus – Terre)
- VEE
- EVVE
- VEES (Vénus – Terre – Terre – Saturne)
- VVEES

Pour générer son énergie, la proposition suggère d'utiliser un générateur thermoélectrique à radio-isotope européen basé sur l'Américium 241, avec le MMRTG et l'ASRG de la NASA mentionnés comme options de secours possibles. 